# Carlos Nakai
Pour les articles homonymes, voir Nakai.
Raymond Carlos Nakai, connu comme R. Carlos Nakai, né le 16 avril 1946 à Flagstaff (Arizona), est un flûtiste amérindien Navajo-Ute.

## Biographie
R. Carlos Nakai est virtuose du siyotanka.
Il a commencé à étudier à l'université du Nord de l'Arizona en 1966, où il jouait des cuivress dans la fanfare. En tant qu'étudiant de deuxième année, il a été enrôlé dans la United States Navy et a passé deux ans à étudier les communications et l'électronique à Hawai'i et dans le Pacifique Sud. Il a auditionné pour le Royal Hawaiian Band, mais a été refusé car il n'était pas hawaïen lui-même,. Il a continué à recevoir une formation musicale pendant qu'il était militaire.
Il retourne dans la réserve Navajo en 1971, où il traverse une période difficile ; plusieurs de ses camarades de classe avaient été tués pendant la Guerre du Vietnam. Il a réussi les auditions très compétitives de l'École de musique des forces armées et s'est classé 28e sur la liste d'attente d'admission. Jouer avec l'Armed Forces Band est devenu impossible après qu'un accident de voiture lui a endommagé la bouche, rendant impossible la production de la embouchure correcte pour continuer à jouer des cuivres,,.
Après son accident, Nakai a eu une brève lutte contre la drogue et l'alcool. En 1972, on lui a offert une flûte traditionnelle en cèdre, dont il a progressivement appris à jouer tout seul, avant d'acheter un instrument à Oliver William. Jones, un facteur de flûte californien que Nakai a rencontré alors qu'il travaillait comme vendeur dans un musée. Jones continuerait à fournir Nakai avec des flûtes pendant plusieurs années. Nakai a eu du mal à élargir son répertoire en raison de l'absence d'enregistrements  pour la musique de flûte traditionnelle.
Il retourna à la Northern Arizona University pour obtenir un Bachelor's Degree en 1979 et obtint plus tard une maîtrise en Études amérindiennes de l'Université de l'Arizona.

## Discographie
- Changes (1983, Canyon Records)
- Cycles (1985, Canyon Records)
- Journeys (1986, Canyon Records)
- Jackalope (1986, Canyon Records) avec Jackalope
- Earth Spirit (1987, Canyon Records)
- Sundance Season (1988, Celestial Harmonies)
- Carry the Gift (1988, Canyon Records) avec William Eaton
- Desert Dance (1988, Celestial Harmonies)
- Canyon Trilogy (1989, Canyon Records)
- Winter Dreams (1990, Canyon Records) avec William Eaton
- Natives (1990, Silver Wave Records) avec Peter Kater
- Spirit Horses (1991, Canyon Records) avec James DeMars
- Emergence: Songs of the Rainbow World (1992, Canyon Records)
- Ancestral Voices (1992, Canyon Records) avec William Eaton
- Weavings (1992, Canyon Records) avec Jackalope
- Migration (1992, Silver Wave Records) avec Peter Kater, David Darling, Paul McCandless et Mark Miller
- Boat People (A Musical Codex) (1993, Canyon Records) avec Jackalope
- Dances With Rabbits (1993, Canyon Records) avec Jackalope
- How the West Was Lost (1993, Silver Wave Records) avec Peter Kater
- Honorable Sky (1994, Silver Wave Records) avec Peter Kater, David Darling, Paul McCandles et Mark Miller
- Native Tapestry (1994, Canyon Records) avec James DeMars
- Island of Bows (1994, Canyon Records) avec Wind Travelin' Band, Shonosuke Okhura et Oki Kano
- Feather, Stone & Light (1995, Canyon Records) avec William Eaton et Will Clipman
- Awakening the Fire (1995, Canyon Records) avec Will Clipman
- How the West Was Lost Volume Two (1995, Silver Wave Records) avec Peter Kater
- Kokopelli's Cafe (1996, Canyon Records) avec The R. Carlos Nakai Quartet
- Improvisations in Concert (1996, Silver Wave Records) avec Peter Kater
- Two World Concerto (1997, Canyon Records) avec James DeMars
- Inside Canyon de Chelly (1997, Canyon Records) avec Paul Horn
- Mythic Dreamer (1998, Canyon Records)
- Red Wind (1998, Canyon Records) avec William Eaton et Will Clipman
- Winds of Devotion (1998, EarthSea Records) avec Nawang Khechog
- Inside Monument Valley (1999, Canyon Records) avec Paul Horn
- Inner Voices (1999, Canyon Records)
- Big Medicine (1999, Canyon Records) avec The R. Carlos Nakai Quartet
- Ancient Future (2000, Canyon Records) avec The R. Carlos Nakai Quartet
- In a Distant Place (2000, Canyon Records) avec William Eaton, Will Clipman et Nawang Khechog
- Edge of the Century (2001, Canyon Records) avec AmoChip Dabney
- Enter >> Tribal (2001, Canyon Records)
- Through Windows & Walls (2001, Silver Wave Records) avec Peter Kater
- Fourth World (2002, Canyon Records)
- Sanctuary (2003, Canyon Records)
- In Beauty, We Return (2004, Canyon Records)
- People of Peace (2005, Canyon Records) avec The R. Carlos Nakai Quartet
- Our Beloved Land (2005, Canyon Records) avec Keola Beamer
- Reconnections (2006, Canyon Records) avec Cliff Sarde, William Eaton et Randy Wood
- Voyagers (2007, Canyon Records) avec Udi Bar-David
- Talisman (2008, Canyon Records)
- Guadalupe, Our Lady of the Roses (2008, Canyon Records) avec James DeMars, Isola Jones, Robert Breault, Carole FitzPatrick et Robert Barefield
- Dancing into Silence (2010, Canyon Records) avec William Eaton et Will Clipman
- Ritual (2014, Mysterium Music) avec Peter Kater, Paul McCandless, Jaques Morelenbaum et Trisha Bowden